# Grand Prix Japonska 2006
Grand Prix Japonska v roce 2006.

## Charakteristika
XXXII Fuji Television Japanese Grand Prix
- 8. října 2006
- Okruh Suzuka
- 53 kol x 5,807 km = 307,573 km
- 767. Grand Prix
- 15. vítězství Fernanda Alonsa
- 33. vítězství pro Renault

## Výsledky

### Pořadí v cíli
| Pozice | Jezdec               | Vůz               | Čas         |
| ------ | -------------------- | ----------------- | ----------- |
| 1      | Fernando Alonso      | Renault R26       | 1:23'53.413 |
| 2      | Felipe Massa         | Ferrari 248 F1    | á 0:16.151  |
| 3      | Giancarlo Fisichella | Renault R26       | á 0:23.953  |
| 4      | Jenson Button        | Honda RA106       | á 0:34.101  |
| 5      | Kimi Räikkönen       | McLaren MP4/21    | á 0:43.596  |
| 6      | Jarno Trulli         | Toyota TF106      | á 0:46.717  |
| 7      | Ralf Schumacher      | Toyota TF106      | á 0:48.869  |
| 8      | Nick Heidfeld        | BMW Sauber F1.06  | á 1:16.095  |
| 9      | Robert Kubica        | BMW Sauber F1.06  | á 1:16.932  |
| 10     | Nico Rosberg         | Williams FW28     | á 1 kolo    |
| 11     | Pedro de la Rosa     | McLaren MP4/21    | á 1 kolo    |
| 12     | Rubens Barrichello   | Honda RA106       | á 1 kolo    |
| 13     | Robert Doornbos      | Red Bull RB2      | á 1 kolo    |
| 14     | Vitantonio Liuzzi    | Torro Rosso STR01 | á 1 kolo    |
| 15     | Takuma Sató          | Super Aguri SA06  | á 1 kolo    |
| 16     | Tiago Monteiro       | Midland M16       | á 2 kola    |
| 17     | Sakon Yamamoto       | Super Aguri SA06  | á 3 kola    |
| 18     | Scott Speed          | Torro Rosso STR01 | á 5 kol     |
| Kolo   | Odstoupili           | -                 | -           |
| 39     | Mark Webber          | Williams FW28     | Nehoda      |
| 36     | Michael Schumacher   | Ferrari 248 F1    | Motor       |
| 35     | David Coulthard      | Red Bull RB2      | Převodovka  |
| 20     | Christijan Albers    | Midland M16       | Nehoda      |

### Nejrychlejší kolo
- Fernando Alonso-Renault R26 - 1'32.676

### Vedení v závodě
- 1.-2. kolo Felipe Massa
- 3.- 36. kolo Michael Schumacher
- 37.-53. kolo Fernando Alonso

### Postavení na startu
- Žlutě rozhodující čas pro postavení na startu.
- Červeně - Výměna motoru / posunutí o 10 míst na startu
- Zeleně – Anulovány všechny časy za ignorování příkazů komisařů

| *  | *                                      | *  | *                                     | Kvalifikace III.                      | Kvalifikace II.                        | Kvalifikace I.                         |
| -- | -------------------------------------- | -- | ------------------------------------- | ------------------------------------- | -------------------------------------- | -------------------------------------- |
| 1  | Felipe Massa Ferrari 1'29.599          |    |                                       | Felipe Massa Ferrari 1'29.599         | Michael Schumacher Ferrari 1'28.954    | Felipe Massa Ferrari 1'30.112          |
|    |                                        | 2  | Michael Schumacher Ferrari 1'29.711   | Michael Schumacher Ferrari 1'29.711   | Felipe Massa Ferrari 1'29.830          | Jarno Trulli Toyota 1'30.420           |
| 3  | Ralf Schumacher Toyota 1'29.989        |    |                                       | Ralf Schumacher Toyota 1'29.989       | Jarno Trulli Toyota 1'30.204           | Nico Rosberg Williams 1'30.585         |
|    |                                        | 4  | Jarno Trulli Toyota 1'30.039          | Jarno Trulli Toyota 1'30.039          | Jenson Button Honda 1'30.268           | Ralf Schumacher Toyota 1'30.595        |
| 5  | Fernando Alonso Renault 1'30.371       |    |                                       | Fernando Alonso Renault 1'30.371      | Ralf Schumacher Toyota 1'30.299        | Jenson Button Honda 1'30.847           |
|    |                                        | 6  | Giancarlo Fisichella Renault 1'30.599 | Giancarlo Fisichella Renault 1'30.599 | Giancarlo Fisichella Renault 1'30.306  | Fernando Alonso Renault 1'30.976       |
| 7  | Jenson Button Honda 1'30.992           |    |                                       | Jenson Button Honda 1'30.992          | Nico Rosberg Williams 1'30.321         | Robert Kubica BMW 1'31.204             |
|    |                                        | 8  | Rubens Barrichello Honda 1'31.478     | Rubens Barrichello Honda 1'31.478     | Fernando Alonso Renault 1'30.357       | Michael Schumacher Ferrari 1'31.279    |
| 9  | Nick Heidfeld BMW 1'31.513             |    |                                       | Nick Heidfeld BMW 1'31.513            | Nick Heidfeld BMW 1'30.470             | Pedro de la Rosa McLaren 1'31.581      |
|    |                                        | 10 | Nico Rosberg Williams 1'31.856        | Nico Rosberg Williams 1'31.856        | Rubens Barrichello Honda 1'30.598      | Mark Webber Williams 1'31.647          |
| 11 | Kimi Räikkönen McLaren 1'30.827        |    |                                       |                                       | Kimi Räikkönen McLaren 1'30.827        | Giancarlo Fisichella Renault 1'31.696  |
|    |                                        | 12 | Robert Kubica BMW 1'31.094            |                                       | Robert Kubica BMW 1'31.094             | Vitantonio Liuzzi Torro Rosso 1'31.741 |
| 13 | Pedro de la Rosa McLaren 1'31.254      |    |                                       |                                       | Pedro de la Rosa McLaren 1'31.254      | Nick Heidfeld BMW 1'31.811             |
|    |                                        | 14 | Mark Webber Williams 1'31.276         |                                       | Mark Webber Williams 1'31.276          | Rubens Barrichello Honda 1'31.972      |
| 15 | Vitantonio Liuzzi Torro Rosso 1'31.943 |    |                                       |                                       | Vitantonio Liuzzi Torro Rosso 1'31.943 | Kimi Räikkönen McLaren 1'32.080        |
|    |                                        | 16 | Christijan Albers Midland 1'33.750    |                                       | Christijan Albers Midland 1'33.750     | Christijan Albers Midland 1'32.221     |
| 17 | David Coulthard Red Bull 1'32.252      |    |                                       |                                       |                                        | David Coulthard Red Bull 1'32.252      |
|    |                                        | 18 | Robert Doornbos Red Bull 1'32.402     |                                       |                                        | Robert Doornbos Red Bull 1'32.402      |
| 19 | Scott Speed Torro Rosso 1'32.867       |    |                                       |                                       |                                        | Scott Speed Torro Rosso 1'32.867       |
|    |                                        | 20 | Takuma Sató Super Aguri 1'33.666      |                                       |                                        | Takuma Sató Super Aguri 1'33.666       |
| 21 | Tiago Monteiro Midland 1'33.709        |    |                                       |                                       |                                        | Tiago Monteiro Midland 1'33.709        |
|    |                                        | 22 | Sakon Yamamoto Super Aguri 0,00,000   |                                       |                                        | Sakon Yamamoto Super Aguri 0,00,000    |

### Zajímavosti
- 250 GP podium pro Brazílii
- 20 GP pro Vitantonia Liuzziho
- Michael Schumacher překonal hranici 24 000 km v čele závodu (nový rekord)
- 150 bod pro Toyotu

| Pole position  | Vítězství       | Nej. kolo       |
| Brazílie       | Španělsko       | Španělsko       |
| Felipe Massa   | Fernando Alonso | Fernando Alonso |
| Ferrari 248 F1 | Renault R26     | Renault R26     |
| 1'29.599       | 1:23'53.413     | 1'32.676        |
| 233,320 km/h   | 219,982 km/h    | 225.573 km/h    |
| -------------- | --------------- | --------------- |

### Stav MS
- Zelená - vzestup
- Červená - pokles

| *  | Jezdec               | Body |
| -- | -------------------- | ---- |
| 1  | Fernando Alonso      | 126  |
| 2  | Michael Schumacher   | 116  |
| 3  | Felipe Massa         | 70   |
| 4  | Giancarlo Fisichella | 69   |
| 5  | Kimi Räikkönen       | 61   |
| 6  | Jenson Button        | 50   |
| 7  | Rubens Barrichello   | 28   |
| 8  | Juan Pablo Montoya   | 26   |
| 9  | Nick Heidfeld        | 23   |
| 10 | Ralf Schumacher      | 20   |
| 11 | Pedro de la Rosa     | 18   |
| 12 | Jarno Trulli         | 15   |
| 13 | David Coulthard      | 14   |
| 14 | Jacques Villeneuve   | 7    |
| 15 | Mark Webber          | 7    |
| 16 | Robert Kubica        | 6    |
| 17 | Nico Rosberg         | 4    |
| 18 | Christian Klien      | 2    |
| 19 | Vitantonio Liuzzi    | 1    |

| * | Vůz        | Body |
| - | ---------- | ---- |
| 1 | Renault    | 195  |
| 2 | Ferrari    | 186  |
| 3 | McLaren    | 105  |
| 4 | Honda      | 78   |
| 5 | BMW        | 36   |
| 6 | Toyota     | 35   |
| 7 | Red Bull   | 16   |
| 8 | Williams   | 11   |
| 9 | Toro Rosso | 1    |

| *  | Jezdec         | Body |
| -- | -------------- | ---- |
| 1  | Německo        | 155  |
| 2  | Španělsko      | 132  |
| 3  | Brazílie       | 87   |
| 4  | Itálie         | 82   |
| 5  | Finsko         | 61   |
| 6  | Velká Británie | 59   |
| 7  | Kolumbie       | 26   |
| 8  | Kanada         | 7    |
| 9  | Austrálie      | 7    |
| 10 | Polsko         | 6    |
| 11 | Rakousko       | 2    |